# Smithia capitata
Smithia capitata är en ärtväxtart som beskrevs av Nicol Alexander Dalzell. Smithia capitata ingår i släktet Smithia och familjen ärtväxter. Inga underarter finns listade i Catalogue of Life.